# Atralata
Atralata és un gènere monotípic d'arnes de la família Crambidae. Conté només una espècie, Atralata albofascialis, que es troba a la major part d'Europa, excepte Irlanda, Gran Bretanya, Noruega, Finlàndia, Lituània i Grècia.
L'envergadura alar és de 10-14 mm. Hi ha dues generacions per any.
Les larves s'alimenten d'Inula conyzae. La larva mina les fulles de la seva planta d'acollida. La mina té la forma d'una gran taca marró a les fulles inferiors. Es poden trobar diverses larves en una sola mina. La pupació es fa fora de la mina.